# Холстов, Виктор Иванович
Ви́ктор Ива́нович Холсто́в (род. 14 июня 1947) — российский военный и государственный деятель, генерал-полковник, действительный государственный советник 2 класса, доктор химических наук, лауреат Государственной премии Российской Федерации (2003), Почетный химик Российской Федерации, Заслуженный деятель науки Российской Федерации, профессор, академик РАЕН и АВН, чл.-корр. РАРАН.
2000—2003 гг. — начальник войск радиационной, химической и биологической защиты Вооруженных Сил Российской Федерации
2003—2004 гг. — генеральный директор Российского агентства по боеприпасам
2004—2008 гг. — заместитель руководителя Федерального агентства по промышленности
2007—2017 гг. — заместитель председателя Государственной комиссии по химическому разоружению
2008—2017 гг. — директор Департамента реализации конвенционных обязательств Министерства промышленности и торговли Российской Федерации

## Биография
Родился 14 июня 1947 года в городе Моршанске Тамбовской области.
В 1970 году с отличием окончил инженерный факультет Военной академии химической защиты, затем очную адъюнктуру при академии. Защитил учёную степень кандидат химических наук.
с 1973 по 1988 год — служил в Саратовском высшем военно-инженерном училище химической защиты на должностях преподавателя, старшего преподавателя, начальника кафедры, заместителя начальника училища по учебной и научной части. Защитил учёную степень доктора химических наук, профессор.
Окончил Высшие академические курсы при Военной академии Генерального штаба ВС СССР.
В 1986 году принимал непосредственное участие в ликвидации последствий аварии на Чернобыльской АЭС.
С 1988 по 1994 год занимал должности заместителя начальника и начальника научного центра Управления начальника химических войск Министерства обороны СССР и Управления начальника войск радиационной, химической и биологической защиты Министерства обороны Российской Федерации.
С февраля 1994 года — заместитель начальника по вооружению и научно исследовательской работе, с февраля 1996 года — первый заместитель начальника, а с мая 1999 года начальник штаба — первый заместитель начальника войск радиационной, химической и биологической защиты Министерства обороны Российской Федерации;
С августа 2000 по апрель 2003 года — начальник войск радиационной, химической и биологической защиты Вооруженных Сил Российской Федерации.
В декабре 2001 года было присвоено воинское звание генерал-полковник.
С 2003 по 2004 год занимал пост генерального директора Российского агентства по боеприпасам. С 2004 по 2008 год — заместитель руководителя Федерального агентства по промышленности.
На посту заместителя руководителя Федерального агентства по промышленности возглавлял «Центр конвенционных проблем и программ разоружения», осуществлял координацию деятельности министерств, ведомств и субъектов Российской Федерации, участвующих в реализации президентской федеральной целевой программы «Уничтожение запасов химического оружия в Российской Федерации».
Руководитель и участник работ по уничтожению химического оружия, созданию образцов вооружения и средств радиационной, химической и бактериологической защиты, заместитель председателя Государственной комиссии по химическому разоружению (назначен Указом Президента РФ от 4 сентября 2007 г.).
С июля 2008 по июнь 2017 года возглавлял Департамент реализации конвенционных обязательств Министерства промышленности и торговли Российской Федерации.
Действительный государственный советник Российской Федерации 2 класса (классный чин присвоен Указом Президента РФ от 20 ноября 2009 г.).

## Научная деятельность
Является автором более 250 научных трудов и изобретений.

## Награды и признание
Ордена и медали:
- орден «За заслуги перед Отечеством» III степени (Указ Президента РФ от 14.07.2007 г. № 888) — за заслуги перед государством и многолетний добросовестный труд[1];
- орден «За заслуги перед Отечеством» IV степени (Указ Президента РФ от 20.09.2010 г. № 1130) — за большой вклад в реализацию международных обязательств Российской Федерации по Конвенции о запрещении химического оружия[2];
- орден «За личное мужество»;
- орден «За службу Родине в Вооружённых Силах СССР» II и III степени;
- медаль «За спасение погибавших»;
- медаль «В ознаменование 100-летия со дня рождения Владимира Ильича Ленина»;
- медаль «В память 850-летия Москвы»;
- медаль «Ветеран Вооружённых Сил СССР»;
- юбилейная медаль «50 лет Вооружённых Сил СССР»;
- юбилейная медаль «60 лет Вооружённых Сил СССР»;
- юбилейная медаль «70 лет Вооружённых Сил СССР»;
- медаль «За безупречную службу» (Минобороны СССР) I, II и III степени;
- медаль «Участнику ликвидации аварии на Чернобыльской атомной электростанции».

Конфессиональные:
- орден святого благоверного князя Даниила Московского III степени (2002 год) — за труды на ниве духовного возрождения России, укрепления её могущества и благосостояния[3].

Почётные грамоты:
- Почётная грамота Правительства Российской Федерации (Распоряжение Правительства РФ от 06.06.2017 г. № 1167-р) — за большой вклад в обеспечение реализации внешней политики государства и многолетний добросовестный труд[4].

Почётные звания:
- «Почётный химик Российской Федерации» (1996);
- «Заслуженный деятель науки Российской Федерации» (2000);
- лауреат Государственной премии Российской Федерации (2003).

Членство:
- действительный член Российской академии естественных наук (РАЕН);
- действительный член Академии военных наук;
- член-корреспондент Российской академии ракетных и артиллерийских наук.